# Osiecko (jezioro)
Osiecko – przepływowe jezioro wytopiskowe Pojezierza Bytowskiego, na północny zachód od Bytowa, w woj. pomorskim, powiat bytowski, gmina Borzytuchom. Ogólna powierzchnia akwenu jeziora wynosi 30 ha.